# Sarp Bozkurt
Sarp Bozkurt (Şişli, 4 ottobre 1989) è un attore turco, noto per aver interpretato il ruolo di Erdem Şangay nella serie Love Is in the Air (Sen Çal Kapımı).

## Biografia
Sarp Bozkurt è nato il 4 ottobre 1989 a Şişli, in provincia di Istanbul (Turchia), da madre Fulya Bozkurtfin e da padre Turgut Bozkurt.

## Carriera
Sarp Bozkurt dal 2003 al 2007 ha intrapreso i suoi studi presso la Cağaloğlu High School, mentre dal 2007 al 2012 ha studiato presso la Sabancı Üniversitesi Mühendislik ve Doğa Bilimleri Fakültesi. Dal 1999 al 2001 ha fatto la sua prima apparizione sul piccolo schermo nella serie Baba evi, nel ruolo di Ali. Dal 2007 al 2010 ha interpretato il ruolo di sé stesso nella serie Komedi Dukkani. Nel 2012 ha interpretato il ruolo di Hirsiz / Thief nel film Sen Kimsin? diretto da Ozan Açiktan.
Nel 2014 ha interpretato il ruolo di Çirak Miladi nel film Un lieto fine per il capo (Patron Mutlu Son Istiyor) diretto da Kivanç Baruönü. Nello stesso anno ha recitato nei film Gulyabani diretto da Orçun Benli e in Kanunsuzlar diretto da Baris Ercetin. Nel 2016 ha recitato nel film Bol Sans diretto da Gökhan Yilmaz. Nel 2019 ha interpretato il ruolo di Kazim nel film Hareket Sekiz diretto da Ali Yorgancioglu. L'anno successivo, nel 2020, ha interpretato il ruolo di Sefa nel film Bir Yalnizlik Sarkisi diretto da Ahmet Levent Pala.
Nel 2020 e nel 2021 è entrato a far parte del cast della serie Love Is in the Air (Sen Çal Kapımı), nel ruolo di Erdem Sangay, l'assistente di Engin Sezgin (interpretato da Anıl İlter). Nello stesso anno ha interpretato il ruolo di Sarp nella miniserie Eee Sonra?. Sempre nel 2021 ha recitato nel film Amaci Olmayan Grup diretto da Ali Tanriverdi. Nel 2022 ha recitato nelle serie Bizden Olur Mu (nel ruolo di Sarp) e Balkan Ninnisi (nel ruolo di Arif). Nello stesso anno ha recitato nel film Aynasiz Haluk diretto da Bülent Isbilen.

## Vita privata
Sarp Bozkurt dal 2016 è sposato con Ezgi Şimşek. La coppia ha avuto un figlio che si chiama Uzay, nato nel 2019.

## Filmografia

### Cinema
- Sen Kimsin?, regia di Ozan Açiktan (2012)
- Un lieto fine per il capo (Patron Mutlu Son Istiyor), regia di Kivanç Baruönü (2014)
- Gulyabani, regia di Orçun Benli (2014)
- Kanunsuzlar, regia di Baris Ercetin (2014)
- Bol Sans, regia di Gökhan Yilmaz (2016)
- Hareket Sekiz, regia di Ali Yorgancioglu (2019)
- Bir Yalnizlik Sarkisi, regia di Ahmet Levent Pala (2020)
- Amaci Olmayan Grup, regia di Ali Tanriverdi (2021)
- Aynasiz Haluk, regia di Bülent Isbilen (2022)

### Televisione
- Baba evi – serie TV (1999-2001)
- Komedi Dukkani – serie TV (2007-2010)
- Love Is in the Air (Sen Çal Kapımı) – serie TV, 52 episodi (2020-2021)
- Eee Sonra? – serie TV (2021)
- Bizden Olur Mu – serie TV (2022)
- Balkan Ninnisi – serie TV (2022)

## Programmi televisivi
- Tolgshow (2018)
- Komedi Dükkanı (2011)
- Arkadaşım Hoş geldin (2014)

## Doppiatori italiani
Nelle versioni in italiano dei suoi film e delle sue serie TV, Sarp Bozkurt è stato doppiato da:
- Gianluca Crisafi[21] in Love Is in the Air[22]